# Malá Černá (písník)
Malá Černá je název menšího ze dvou písníků nalézajících se západním okraji obce Černá u Bohdanče. Písník je využíván místní organizací Přelouč Českého rybářského svazu jako rybářský revír. V jeho těsné blízkosti se nalézá písník Velká Černá. V letním období jsou písníky využívány místními občany pro koupání.

## Galerie

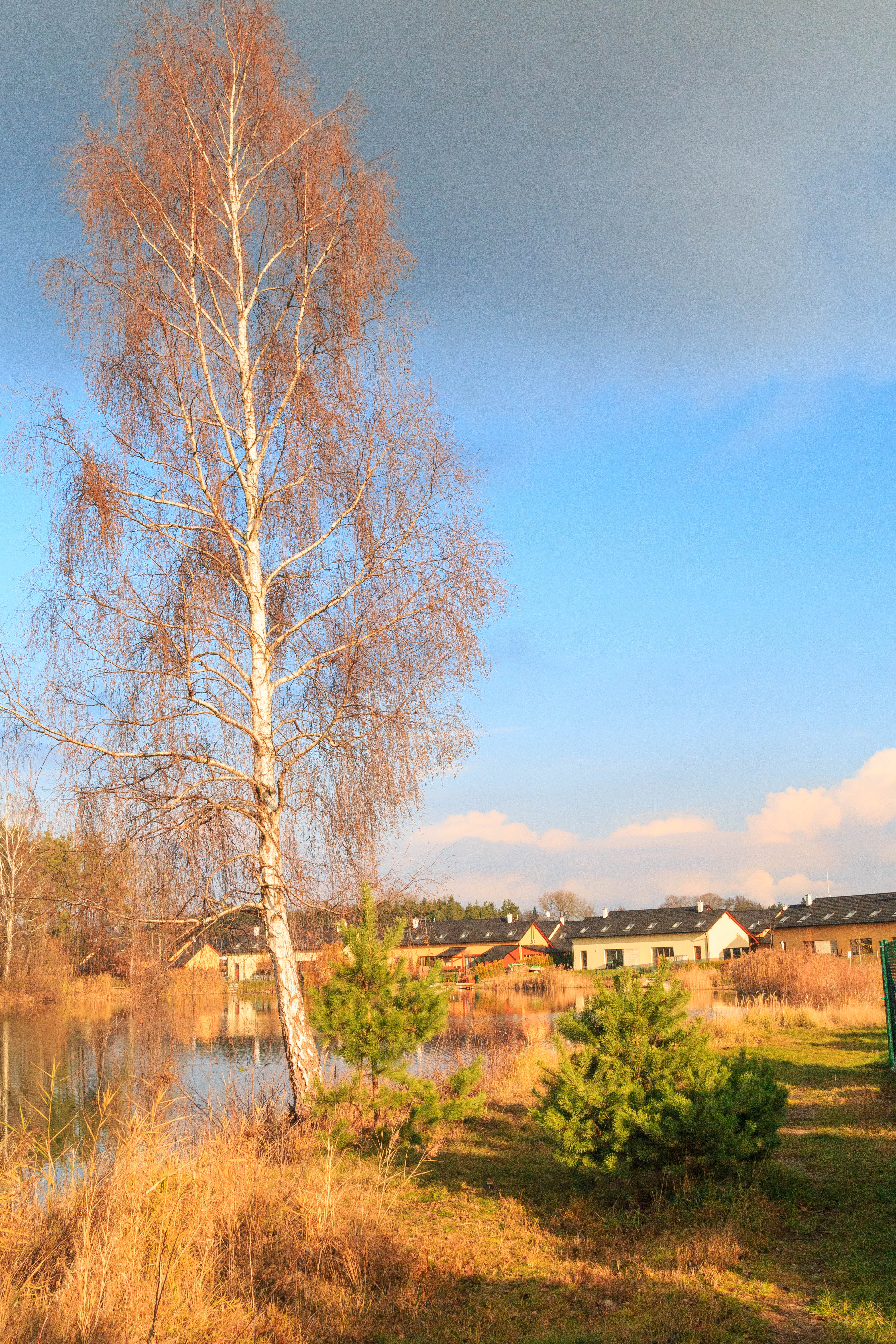
Písník Malá Černá
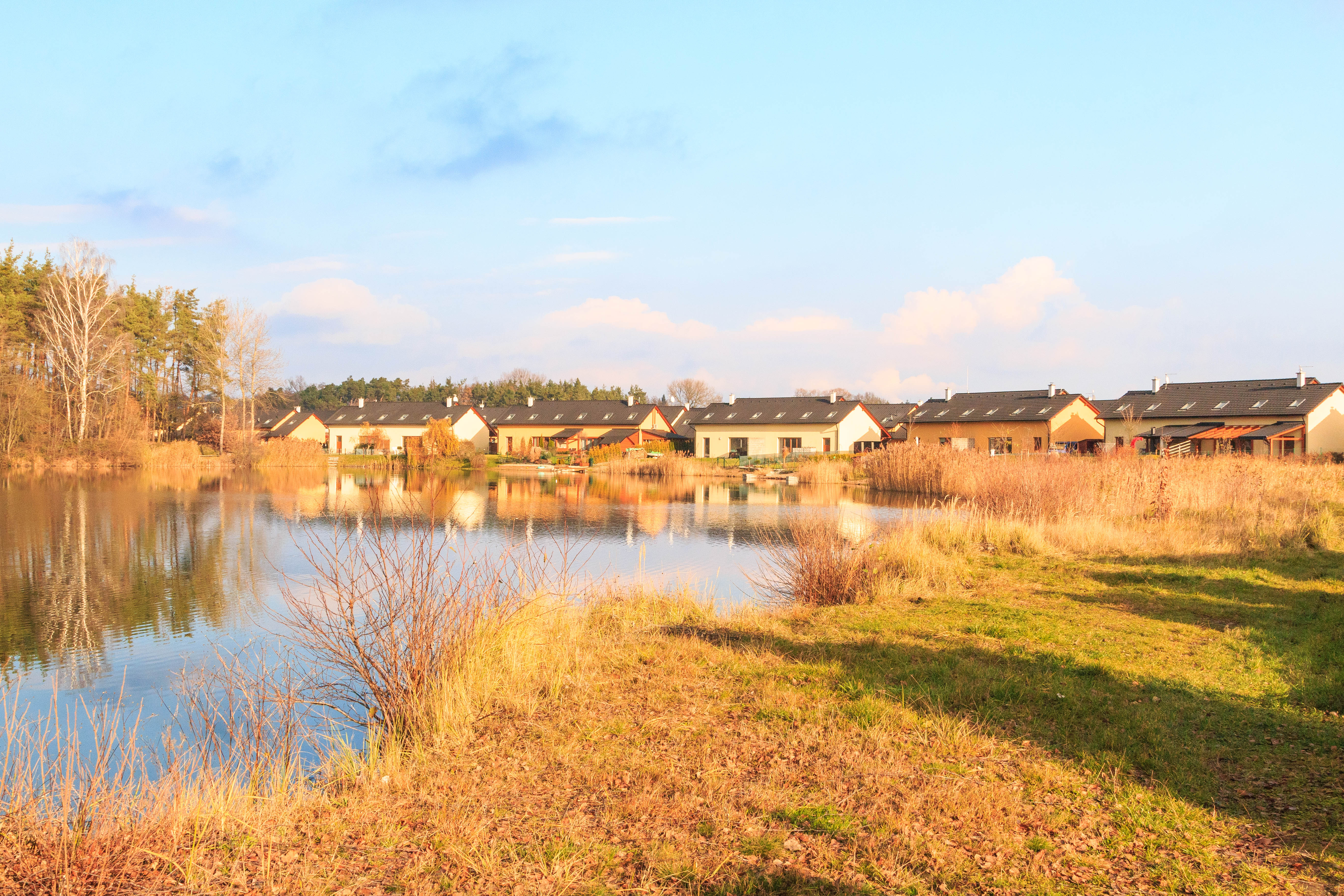
Písník Malá Černá
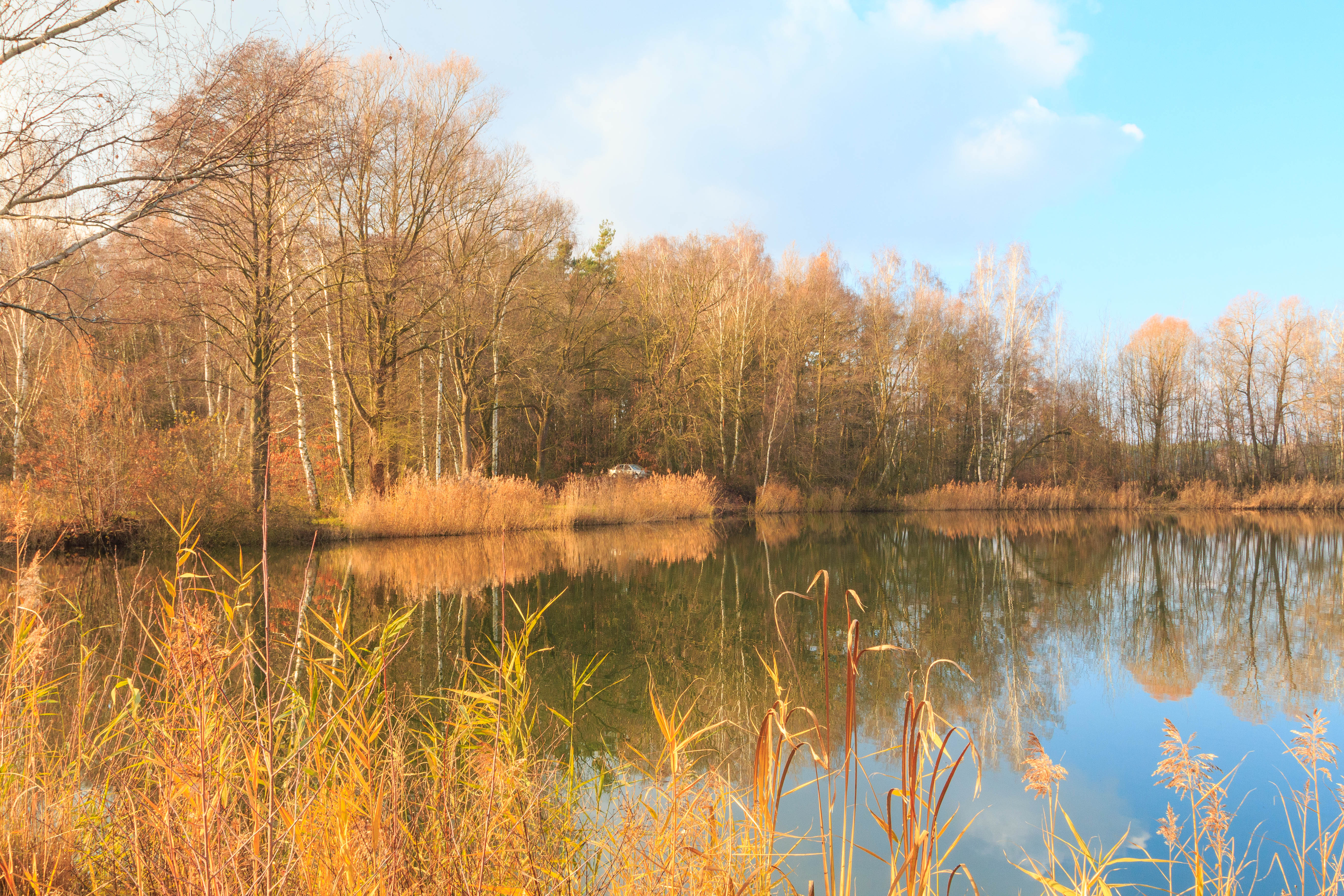
Písník Malá Černá